# Ponçàs
Ponsas és un municipi francès situat al departament de la Droma i a la regió d'Alvèrnia-Roine-Alps. L'any 2007 tenia 431 habitants.

## Demografia

### Població
El 2007 la població de fet de Ponsas era de 431 persones. Hi havia 193 famílies de les quals 58 eren unipersonals (29 homes vivint sols i 29 dones vivint soles), 78 parelles sense fills, 45 parelles amb fills i 12 famílies monoparentals amb fills.
La població ha evolucionat segons el següent gràfic:
Habitants censats

### Habitatges
El 2007 hi havia 232 habitatges, 198 eren l'habitatge principal de la família, 6 eren segones residències i 28 estaven desocupats. 181 eren cases i 50 eren apartaments. Dels 198 habitatges principals, 144 estaven ocupats pels seus propietaris, 48 estaven llogats i ocupats pels llogaters i 6 estaven cedits a títol gratuït; 19 tenien dues cambres, 44 en tenien tres, 59 en tenien quatre i 76 en tenien cinc o més. 119 habitatges disposaven pel capbaix d'una plaça de pàrquing. A 86 habitatges hi havia un automòbil i a 95 n'hi havia dos o més.

### Piràmide de població
La piràmide de població per edats i sexe el 2009 era:
| Homes | Edats   | Dones |
| ----- | ------- | ----- |
| 0     | 95 o +  | 0     |
| 0     | 90 a 94 | 0     |
| 4     | 85 a 89 | 0     |
| 0     | 80 a 84 | 0     |
| 0     | 75 a 79 | 4     |
| 12    | 70 a 74 | 0     |
| 20    | 65 a 69 | 16    |
| 8     | 60 a 64 | 20    |
| 12    | 55 a 59 | 4     |
| 12    | 50 a 54 | 20    |
| 44    | 45 a 49 | 40    |
| 16    | 40 a 44 | 36    |
| 0     | 35 a 39 | 4     |
| 0     | 30 a 34 | 16    |
| 12    | 25 a 29 | 16    |
| 28    | 20 a 24 | 12    |
| 24    | 15 a 19 | 20    |
| 24    | 10 a 14 | 8     |
| 8     | 5 a 9   | 8     |
| 8     | 0 a 4   | 8     |

## Economia
El 2007 la població en edat de treballar era de 275 persones, 196 eren actives i 79 eren inactives. De les 196 persones actives 177 estaven ocupades (91 homes i 86 dones) i 19 estaven aturades (7 homes i 12 dones). De les 79 persones inactives 38 estaven jubilades, 27 estaven estudiant i 14 estaven classificades com a «altres inactius».

### Ingressos
El 2009 a Ponsas hi havia 203 unitats fiscals que integraven 468,5 persones, la mediana anual d'ingressos fiscals per persona era de 19.409 €.

### Activitats econòmiques
Dels 16 establiments que hi havia el 2007, 1 era d'una empresa alimentària, 1 d'una empresa de fabricació d'altres productes industrials, 5 d'empreses de construcció, 2 d'empreses de comerç i reparació d'automòbils, 1 d'una empresa de transport, 2 d'empreses immobiliàries, 1 d'una entitat de l'administració pública i 3 d'empreses classificades com a «altres activitats de serveis».
Dels 6 establiments de servei als particulars que hi havia el 2009, 3 eren paletes, 1 guixaire pintor, 1 lampisteria i 1 agència immobiliària.
L'únic establiment comercial que hi havia el 2009 era una fleca.
L'any 2000 a Ponsas hi havia 3 explotacions agrícoles.

## Equipaments sanitaris i escolars
El 2009 hi havia una escola elemental.

## Poblacions més properes
El següent diagrama mostra les poblacions més properes.